# Haemaphysalis simplicima
Haemaphysalis simplicima är en fästingart som beskrevs av Harry Hoogstraal och Wassef 1979. Haemaphysalis simplicima ingår i släktet Haemaphysalis och familjen hårda fästingar.
Artens utbredningsområde är Madagaskar. Inga underarter finns listade i Catalogue of Life.